# Medalla Garvan-Olin
La Medalla Francis P. Garvan – John M. Olin, conocida coloquialmente como Medalla Garvan-Olin es un premio anual que reconoce los logros científicos distinguidos, el liderazgo y el servicio a la química de las mujeres químicas. Las ganadoras deben ser mujeres y estadounidenses El premio lo ofrece la American Chemical Society y consiste en un premio en efectivo (5.000 dólares estadounidenses) y una medalla. La medalla fue diseñada por la escultora Margaret Christian Grigor.

## Origen
El premio fue establecido por Francis Garvan y Mabel Brady Garvan en 1936 en honor a su hija. En 1984, Olin Corporation asumió el copatrocinio. El premio Garvan-Olin es el tercer premio más antiguo de la American Chemical Society y el primer premio establecido para honrar a las mujeres químicas.

## Ganadoras
- 1937 Emma P. Carr
- 1940 Mary Engle Pennington
- 1942 Florence B. Seibert
- 1946 Icie Macy Hoobler
- 1947 Mary Lura Sherrill
- 1948 Gerty Cori
- 1949 Agnes Fay Morgan
- 1950 Pauline Beery Mack
- 1951 Katharine B. Blodgett
- 1952 Gladys A. Emerson
- 1953 Leonora N. Bilger
- 1954 Betty Sullivan
- 1955 Grace Medes
- 1956 Allene R. Jeanes
- 1957 Lucy W. Pickett
- 1958 Arda A. Green
- 1959 Dorothy Virginia Nightingale
- 1960 Mary L. Caldwell
- 1961 Sarah Ratner
- 1962 Helen M. Dyer
- 1963 Mildred Cohn
- 1964 Birgit Vennesland
- 1965 Gertrude Perlmann
- 1966 Mary L. Peterman
- 1967 Marjorie J. Vold
- 1968 Gertrude B. Elion
- 1969 Sofia Simmonds
- 1970 Ruth R. Benerito
- 1971 Mary Fieser
- 1972 Jean'ne M. Shreeve
- 1973 Mary L. Good
- 1974 Joyce J. Kaufman
- 1975 Marjorie C. Caserio
- 1976 Isabella L. Karle
- 1977 Marjorie G. Horning
- 1978 Madeleine M. Joullié
- 1979 Jenny P. Glusker
- 1980 Helen M. Free
- 1981 Elizabeth K. Weisburger
- 1982 Sara Jane Rhoads
- 1983 Ines Mandl
- 1984 Martha L. Ludwig
- 1985 Catherine Clarke Fenselau
- 1986 Jeanette G. Grasselli
- 1987 Janet G. Osteryoung
- 1988 Marye Anne Fox
- 1989 Kathleen C. Taylor
- 1990 Darleane C. Hoffman
- 1991 Cynthia M. Friend
- 1992 Jacqueline K. Barton
- 1993 Edith M. Flanigen
- 1994 Barbara J. Garrison
- 1995 Angelica Stacy
- 1996 Geraldine L. Richmond
- 1997 Karen W. Morse
- 1998 Joanna S. Fowler
- 1999 Cynthia A. Maryanoff
- 2000 F. Ann Walker
- 2001 Susan S. Taylor
- 2002 Marion C. Thurnauer
- 2003 Martha Greenblatt
- 2004 Sandra C. Greer
- 2005 Frances H. Arnold
- 2006 Lila M. Gierasch
- 2007 Laura L. Kiessling
- 2008 Elizabeth C. Theil
- 2009 Kathlyn A. Parker
- 2010 Judith Giordan
- 2011 Sherry J. Yennello
- 2012 Sue B. Clark
- 2013 Susan M. Kauzlarich
- 2014 Marsha I. Lester
- 2015 Angela K. Wilson
- 2016 Annie B. Kersting
- 2017 Barbara J. Finlayson-Pitts
- 2018 Valerie J. Kuck
- 2019 Lisa McElwee-White
- 2020 Caroline Chick Jarrold
- 2021 Carol J. Burns
- 2022 Anne McCoy